# Vieille maison située 18 rue Stanoja Glavaša à Jagodina
La vieille maison située 18 rue Stanoja Glavaša à Jagodina (en serbe cyrillique : Стара кућа у Ул. Станоја Главаша 18 у Јагодини ; en serbe latin : Stara kuća u Ul. Stanoja Glavaša 18 u Jagodini) se trouve à Jagodina, dans le district de Pomoravlje, en Serbie. Elle est inscrite sur la liste des monuments culturels protégés de la République de Serbie (identifiant no SK 608).

## Présentation
La maison a été construite au milieu du XIXe siècle dans un style caractéristique de l'architecture urbaine de cette époque.
Elle est construite selon le système des colombages. Le toit en pente douce et à quatre pans est recouvert de tuiles. La maison se compose de huit pièces avec un porche-galerie prolongé par une terrasse ; le porche est soutenu par quatre piliers. Ce porche, qui s'étend sur la moitié de la façade principale, donne accès à la pièce centrale de l'édifice. Depuis cette pièce, on accède aux sept autres espaces. Dans trois pièces, les plafonds d'origine ont été conservés, de même que, dans la plupart des pièces, les portes et les fenêtres ont préservé leur apparence authentique. Les fenêtres sont protégées par des barres de fer qui, dans leur partie supérieure, se terminent en forme de lances.